# SFI-provet
SFI-provet är ett i Sverige nationellt test som är obligatoriskt och ett stöd för lärarna när de sätter betyg på kursdeltagarna i svenskundervisning för invandrare, SFI. Det ska också konkretisera kursplanerna och bidra till en ökad måluppfyllelse för eleverna.
Skolverket har inte fastställt en tidsbegränsad testperiod eftersom undervisning bedrivs hela året. 
Proven konstrueras och utvecklas vid Institutionen för språkdidaktik vid Stockholms universitet i samarbete med Skolverket. Provgruppen konstruerar nationella slutprov i SFI på tre nivåer: B, C och D. 
Elever som gör provet som en del av en kurs gör provet gratis. Avgift kan däremot utgå vid särskild prövning. 

## Hur ser proven ut?
SFI-prov görs på papper. Det är skolan som bestämmer vilka prov som används. Det viktiga är att kunna läsa och förstå texter, och att kunna tala och skriva om olika ämnen. Ett prov har ett eller flera teman, t.ex. arbetsliv eller utbildning. 
Proven har flera delar: 
- En del testar läsförståelse, men också ordkunskap och textbindning.
- En del testar hörförståelse, och är t.ex. inspelade meddelanden eller intervjuer.
- En del testar skriftliga färdigheter, och kan bestå av en eller två skrivuppgifter. Vanliga skrivuppgifter är att man ska svara på en insändare eller skriva till ett företag för att t.ex. klaga.
- En del testar muntliga färdigheter.

Det finns mer information på olika språk om provet på Skolverkets hemsida. Facit till SFI-provet finns i den lärarhandledning som hör till varje prov.

## Det nya SFI-provet
Det nya SFI-provet finns på tre nivåer: B, C och D. Tidigare konstruerades bara prov på D-nivå.

## Förberedelser
Eftersom det är viktigt att bli godkänd på SFI-provet för att gå vidare till högre studier brukar lärarna förbereda kursdeltagarna för provet. På Skolverkets hemsida finns digitala exempelprov. 